# リリーウルフF石川
リリーウルフ.F石川（リリーウルフ エフ いしかわ、英語: LilyWolf F Ishikawa）は、石川県に本拠地を置く社会人女子サッカーチームである。

## 概要
2021年3月に石川県にて発足した女子サッカーチーム。チーム名の由来は、高い協調性を持ち、集団で力を発揮する狼（ウルフ）と、石川県花のクロユリからユリの英語名（リリー）を合わせた造語であり、石川県からチーム、サポーターが一丸となってWEリーグ参入を目指すという想いが込められている。石川県の形を連想されるFの文字には、Football、Female、Fight、Futureの頭文字を意味しており、サッカーを通じて、女性が活躍する社会への貢献を目指している。
チームは石川県小松市にある粟津温泉ドリームパークをホームグラウンドとしている。
所属選手のうち社会人は、旅館を中心に地元企業で就業し、サッカーと仕事の両立をしながら活動をしている。

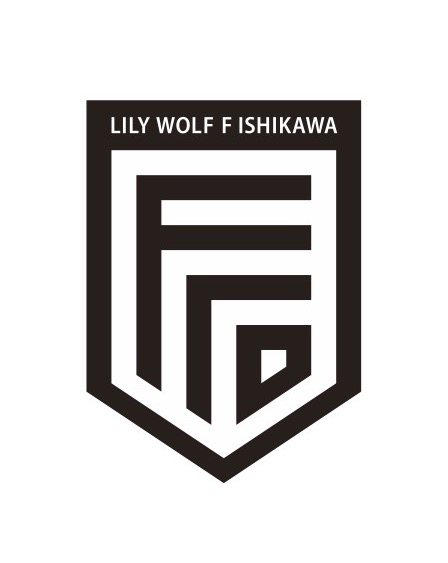
リリーウルフF石川エンブレム

## 沿革
2021年
- 石川県小松市を中心に、県全土をホームタウンとする女子サッカーチームとして誕生。14名の選手で発足したチームは、日本女子サッカーのトップリーグ、WEリーグ参入を目標に掲げた。
- 本田圭佑がスペシャルアンバサダーとして就任。試合会場やチームグラウンドにも訪れた。[要出典]
- 7月から8月にかけて開催された皇后杯石川県予選で優勝。チーム発足後初のタイトルを獲得する。（北信越大会は新型コロナウイルスの感染拡大に伴い中止）
- 北信越女子サッカーリーグの成績は8勝2分。参入初年度で無敗優勝を達成した。

2022年
- 上田涼斗新監督を迎えて新シーズンを迎える。
- 北信越1部リーグに参入。前期日程を2位で終える。（皇后杯石川県予選免除）
- 山口彩芽がデフリンピックに日本代表として出場。
- 後期第3節のホームゲームで入場者760名を記録。同週開催のなでしこリーグ入場者平均を大きく上回る。[要出典]
- チーム公式アプリをリリース。
- 外国籍選手4名が加入。
- 皇后杯北信越大会を優勝。チーム発足2年目で全国大会初出場。
- 北信越女子サッカーリーグ1部を2位で終える。
- 皇后杯全国大会は1回戦で愛媛FCレディース（なでしこ1部）に敗れる。
- チームマスコットキャラクターの名前が「石川百合子（いしかわ ゆりこ）」に決定する。

2023年
- 北信越女子サッカーリーグ1部と2部が統合され、所属リーグ名称が「北信越女子サッカーリーグ」となる。
- 無敗でリーグ戦を優勝。チーム発足後初となる北信越王者に輝く。
- 北信越代表として2年連続で皇后杯に出場。全国大会では藤枝順心高校に0-4で敗戦を喫した。
- なでしこリーグ2部入替戦予選大会に出場。勝てば入替戦出場が決まる、3位・4位決定戦でFC今治レディースに敗戦。なでしこリーグへの昇格を逃す。

## 年度別成績・歴代監督
| 年度 | リーグ        | 試合数 | 勝点 | 勝 | 分 | 敗 | 得点 | 失点 | 得失点差 | リーグ順位 | 皇后杯     | 監督     |
| 2021 | 北信越女子2部 | 10     | 26   | 8  | 2  | 0  | 18   | 5    | 13       | 1位        | (予選敗退) | 村松鉄修 |
| 2022 | 北信越女子1部 | 10     | 18   | 5  | 3  | 2  | 18   | 9    | 9        | 2位        | 1回戦敗退  | 上田涼斗 |
| 2023 | 北信越女子1部 | 14     | 38   | 12 | 2  | 0  | 89   | 5    | 84       | 1位        | 1回戦敗退  | 上田涼斗 |

## 獲得タイトル
- 北信越女子サッカーリーグ1部 優勝：1回（2023年）
- 北信越女子サッカーリーグ2部 優勝: 1回 (2021年)

## ユニフォーム

### チームカラー
- 黄色

### ユニフォームスポンサー
| 掲出箇所 | スポンサー名      | 掲出年  |
| 胸       | ほっとらんどNANAO | 2021年- |
| 鎖骨右   | 株式会社アルプ    | 2022年- |
| 鎖骨左   | 株式会社敬相      | 2022年- |
| 背中上部 | ニュースパイラル  | 2021年- |
| 背中下部 | バランススタイル  | 2021年- |
| 袖       | ワンオール        | 2021年- |
| パンツ前 | ほっとらんどNANAO | 2021年- |
| パンツ後 | ゴーゴーカレー    | 2022年- |

## 所属選手・スタッフ

### 選手
2023年
| Pos | No. | 選手名       | 生年月日(年齢)         | 前所属                       | 備考   |
| GK  | 1   | 松本紗和     | 1998年10月11日（26歳） | 上武大学                     |        |
| GK  | 21  | 安倍花       | 1999年4月23日（26歳）  | びわこ成蹊スポーツ大学       |        |
| GK  | 30  | 土屋咲綺     | 2003年10月26日（21歳） | 開志学園JSC高等部            |        |
| GK  | 31  | 釘村美紀     | 1998年2月10日（27歳）  | 京都教育大学                 | 新加入 |
|     |     |              |                        |                              |        |
| DF  | 2   | 後藤真未     | 1998年6月18日（26歳）  | 聖泉大学                     |        |
| DF  | 3   | 青山美里     | 1999年3月29日（26歳）  | ASハリマアルビオン           | 新加入 |
| DF  | 4   | 米川愛梨     | 2001年7月28日（23歳）  | 伊賀FCくノ一三重             | 新加入 |
| DF  | 6   | 北条あゆみ   | 1998年3月30日（27歳）  | FC BASARA甲賀レディース      |        |
| DF  | 18  | 宮崎祥子     | 1997年11月29日（27歳） | ディアヴォロッソ広島         |        |
| DF  | 20  | 金谷しず葵   | 2003年4月14日（22歳）  | 福井高校女子サッカー部       |        |
| DF  | 22  | 中岡左津記   | 1997年5月11日（28歳）  | 大阪市レディース             |        |
| DF  | 26  | 宮下あつき   | 2004年11月12日（20歳） | 常盤木学園高等学校           | 新加入 |
|     |     |              |                        |                              |        |
| MF  | 5   | 藤田笑歌夏   | 2002年6月28日（22歳）  | 前橋育英高校                 |        |
| MF  | 7   | 松丸綾花     | 2000年3月28日（25歳）  | カイザー大学                 | 新加入 |
| MF  | 8   | 広瀬さつき   | 1998年5月3日（27歳）   | 岡山湯郷Belle                | 新加入 |
| MF  | 9   | 大谷琉晏     | 1999年5月7日（26歳）   | ASハリマアルビオン           | 新加入 |
| MF  | 11  | 久永望生     | 2000年4月12日（25歳）  | ASハリマアルビオン           | 新加入 |
| MF  | 13  | 井上愛未     | 1999年11月26日（25歳） | 追手門学院大学               |        |
| MF  | 14  | 舛田仁美     | 1998年3月22日（27歳）  | 北陸大学                     |        |
| MF  | 15  | 志村瑠南     | 1999年8月8日（25歳）   | 帝京平成大学                 |        |
| MF  | 16  | 佐々木由紀菜 | 1997年1月26日（28歳）  | 静岡SSUアスレジーナ          |        |
| MF  | 17  | 砂川陽菜     | 2000年3月7日（25歳）   | 追手門学院大学               |        |
| MF  | 24  | 中山莉乃     | 2002年8月9日（22歳）   | アクアLFC                    | 新加入 |
| MF  | 27  | 赤塚南穂     | 2004年8月5日（20歳）   | 愛知啓成高等学校             |        |
| MF  | 28  | 藤野聖奈     | 2007年4月17日（18歳）  | 福井丸岡RUCK                 |        |
|     |     |              |                        |                              |        |
| FW  | 19  | 古俣愛実     | 2003年5月29日（21歳）  | 東海大学付属静岡翔洋高等学校 |        |
| FW  | 23  | 小西かほる   | 2001年4月21日（24歳）  | 北陸大学フィオリーレ         |        |
| FW  | 25  | 新井優紀     | 2001年1月1日（24歳）   | 尚美学園大学                 | 新加入 |

### スタッフ
| 役職       | 氏名     | 生年月日(年齢) | 前職 | 備考 |
| 監督       | 北村公紀 |                |      | 新任 |
| トレーナー | 落合栞菜 |                |      |      |

### 過去に所属していた選手
- 倉澤美彩樹（2021年）
- 鈴木美久（2021年）
- 齊藤仁美（2021年）
- 三間睦美（2021年）
- 糸井翔子（2021年）
- 鈴木瑞憂（2021年）
- 橋浦さつき（2021年）
- 西藤加奈（2021年-2022年）
- 阪本朱音（2021年-2022年）
- 越島杏佳（2022年）
- 宮田歩果（2021年-2022年）
- 川端志歩（2021年-2022年）
- 大河内友貴（2022年）
- 清水あかり（2022年）
- アリアナ・リン・ウィランド（2022年）
- トリスタ・セリーヌ・シーラ（2022年）
- ケイシー・クロフォード（2022年）